# Nils Ålenius
Nils Olof Ålenius, född 3 september 1896 i Yvre i Tierps församling, Uppsala län, död 18 februari 1968 (Å församlingen skriven) i Alunda församling, Uppsala län, var en svensk museiman. 
Nils Ålenius blev student vid Uppsala universitet 1915 och tog filosofie kandidatexamen 1923. Från mitten av  1920-talet började han arbeta för Upplands fornminnesförening. 1927 fick han ansvaret för Upplandsmuseets kassa, vilket i praktiken innebar att han blev dess museiföreståndare. 1930 fick han fast tjänst som hembygdskonsulent och intendent för Upplandsmuseet. Nils Ålenius huvudinriktning gällde den uppländska allmogen; han samlade in tusentals allmogeföremål, som mangelbräden, ostformar, selbågar, lokor samt skåp och andra möbler till museet. Han var vetenskaplig ledare vid skapandet av friluftsmuseet Disagården i Gamla Uppsala, som invigdes i maj 1931. Han var också ansvarig för tillkomsten av Kvekgården i Fröslunda socken i Uppland 1934. Nils Ålenius var dessutom en mycket engagerad hembygdskonsulent och medverkade vid tillkomsten av ett stort antal hembygdsgårdar i Uppland. 
Nils Ålenius hade en omfattande skriftlig produktion. Artiklarna publicerades framför allt i Upsala Nya Tidnings julnummer eller i årsboken Uppland. Han inriktade sig främst på uppländsk folkkonst, uppländska timmerbyggnaders knuttimring och portliderstolpar, allmogens kosthåll och det gamla bysamhället. Nils Ålenius inspirerades av och beundrade konstnären, poeten och folklivsskildaren Olof Thunman och gav 1945 ut en bok om honom. 1954 kom boken Valda dikter ur Thunmans produktion.

## Biografi i urval
- Ett gammalt storbondehem. I Upsala Nya Tidnings julnummer 1926
- Anvisningar för uppländska hembygdsstudier. Uplands kulturnämnd 1939
- Träslotten i Västerlövsta. Artikel i årsboken Uppland 1943
- Silversmeder i Uppsala. Uppsala 1945
- Olof Thunman. Uppsala 1945
- Olof Thunman och Nils Ålenius (förord): Valda dikter. Stockholm 1954
- Upplands smålänningar. Uppsala 1955